# 東 (新座市)
東（ひがし）は、埼玉県新座市の町名。現行行政地名は東一丁目から三丁目。郵便番号は352-0002。

## 地理
埼玉県新座市北東部に位置する。志木駅の南西、新座駅の北東に位置する。志木街道沿いに位置し、隣接する北野には立教大学がある。

## 歴史
- 1975年（昭和50年）8月1日 - 住居表示の実施に伴ない[4]、大字野火止の一部から東一丁目〜三丁目が成立[5]。

### 地名の由来
- 江戸時代の小字、上東・中東・下東から。

## 世帯数と人口
2017年（平成29年）1月1日現在の世帯数と人口は以下の通りである。
| 丁目     | 世帯数    | 人口    |
| -------- | --------- | ------- |
| 東一丁目 | 1,323世帯 | 3,299人 |
| 東二丁目 | 515世帯   | 1,278人 |
| 東三丁目 | 1,240世帯 | 2,528人 |
| 計       | 3,078世帯 | 7,105人 |

## 小・中学校の学区
市立小・中学校に通う場合、学区（校区）は以下の通りとなる。
| 丁目     | 番地 | 小学校             | 中学校             |
| -------- | ---- | ------------------ | ------------------ |
| 東一丁目 | 全域 | 新座市立東野小学校 | 新座市立第二中学校 |
| 東二丁目 | 全域 | 新座市立東野小学校 | 新座市立第二中学校 |
| 東三丁目 | 全域 | 新座市立東北小学校 | 新座市立第二中学校 |

## 交通

### 道路
- 埼玉県道・東京都道40号さいたま東村山線（志木街道）

### 鉄道
- 地内に鉄道は敷設されていない。JR新座駅や東武東上本線志木駅が最寄り駅となっている[要出典]。

## 施設
1丁目
- わかのび幼稚園

2丁目
- 新座市立第一保育園
- 上東公園

3丁目
- 特養養護老人ホーム 晴和苑
- 中東公園
- ひがし児童遊園